# تشارلز هاريسون (ضابط)
تشارلز هاريسون (بالإنجليزية: Charles Harrison)‏ هو ضابط أمريكي، ولد في 1740 في تشارلز سيتي ‏ في الولايات المتحدة، وتوفي في 12 ديسمبر 1793.